# Sejm Rzeczypospolitej Polskiej IV kadencji (2001–2005)
Sejm IV kadencji – skład Sejmu IV kadencji wyłoniony został w wyborach do Sejmu i Senatu przeprowadzonych 23 IX 2001.

## Kadencja Sejmu
Kadencja Sejmu rozpoczęła się z dniem zwołania przez Prezydenta RP pierwszego posiedzenia Sejmu wyznaczonego na 19 X 2001 i upłynęła w przeddzień pierwszego posiedzenia następnej izby 18 X 2005.

## Posiedzenia Sejmu
Terminarz posiedzeń Sejmu
1. posiedzenie: 19 X, 23 X 2001
2. posiedzenie: 25 X, 26 X 2001
3. posiedzenie: 6 XI, 7 XI, 8 XI 2001
4. posiedzenie: 13 XI 2001
5. posiedzenie: 21 XI 2001
6. posiedzenie: 28 XI, 29 XI 2001
7. posiedzenie: 4 XII, 5 XII 2001
8. posiedzenie: 13 XII, 14 XII, 17 XII, 18 XII 2001
9. posiedzenie: 21 XII 2001
10. posiedzenie: 9 I, 10 I 2002
11. posiedzenie: 16 I, 17 I 2002
12. posiedzenie: 24 I, 25 I 2002
13. posiedzenie: 13 II, 14 II, 15 II 2002
14. posiedzenie: 15 II 2002
15. posiedzenie: 27 II, 28 II, 1 III 2002
16. posiedzenie: 13 III, 14 III, 15 III 2002
17. posiedzenie: 20 III 2002
18. posiedzenie: 4 IV, 5 IV 2002
19. posiedzenie: 17 IV, 18 IV 2002
20. posiedzenie: 25 IV, 26 IV 2002
21. posiedzenie: 8 V, 9 V, 10 V 2002
22. posiedzenie: 22 V, 23 V, 24 V 2002
23. posiedzenie: 5 VI, 6 VI, 7 VI 2002
24. posiedzenie: 19 VI, 20 VI, 21 VI 2002
25. posiedzenie: 3 VII, 4 VII, 5 VII 2002
26. posiedzenie: 17 VII, 18 VII, 19 VII 2002
27. posiedzenie: 23 VII, 24 VII, 25 VII, 26 VII 2002
28. posiedzenie: 28 VIII, 29 VIII, 30 VIII 2002
29. posiedzenie: 11 IX, 12 IX, 13 IX 2002
30. posiedzenie: 25 IX, 26 IX, 27 IX 2002
31. posiedzenie: 9 X, 10 X, 11 X 2002
32. posiedzenie: 16 X, 17 X, 18 X 2002
33. posiedzenie: 28 X, 29 X, 30 X 2002
34. posiedzenie: 12 X, 13 X 2002
35. posiedzenie: 21 X, 22 X, 23 X 2002
36. posiedzenie: 23 XI 2002
37. posiedzenie: 3 XII, 4 XII, 5 XII, 6 XII 2002
38. posiedzenie: 17 XII, 18 XII, 19 XII, 20 XII 2002
39. posiedzenie: 8 I, 9 I, 10 I 2003
40. posiedzenie: 21 I, 22 I, 23 I, 24 I 2003
41. posiedzenie: 11 II, 12 II, 13 II, 14 II 2003
42. posiedzenie: 25 II, 26 II, 27 II, 28 II 2003
43. posiedzenie: 12 III, 13 III, 14 III 2003
44. posiedzenie: 26 III, 27 III, 28 III 2003
45. posiedzenie: 8 IV, 9 IV, 10 IV, 1 IV 2003
46. posiedzenie: 17 IV 2003
47. posiedzenie: 23 IV, 24 IV 2003
48. posiedzenie: 7 V, 8 V, 9 V, 10 V 2003
49. posiedzenie: 20 V, 21 V, 22 V 2003
50. posiedzenie: 11 VI, 12 VI, 13 VI 2003
51. posiedzenie: 25 VI, 26 VI, 27 VI 2003
52. posiedzenie: 8 VII, 9 VII, 10 VII, 11 VII 2003
53. posiedzenie: 22 VII, 23 VII, 24 VII, 25 VII 2003
54. posiedzenie: 28 VII, 29 VII, 30 VII 2003
55. posiedzenie: 26 VIII, 27 VIII, 28 VIII, 29 VIII 2003
56. posiedzenie: 10 IX, 11 IX, 12 IX 2003
57. posiedzenie: 16 IX, 17 IX, 18 IX, 19 IX 2003
58. posiedzenie: 30 IX , 1 X, 2 X, 3 X 2003
59. posiedzenie: 14 X, 15 X, 16 X, 17 X, 23 X 2003
60. posiedzenie: 28 X, 29 X, 30 X 2003
61. posiedzenie: 12 XI, 13 XI, 14 XI 2003
62. posiedzenie: 25 XI, 26 XI, 27 XI, 28 XI 2003
63. posiedzenie: 9 XII, 10 XII, 11 XII, 12 XII 2003
64. posiedzenie: 16 XII, 17 XII, 18 XII 2003
65. posiedzenie: 19 XII 2003
66. posiedzenie: 7 I, 8 I, 9 I 2004
67. posiedzenie: 20 I, 21 I, 22 I, 23 I, 29 I, 30 I 2004
68. posiedzenie: 17, 18, 19, 20 lutego 2004
69. posiedzenie: 2 III, 3 III, 4 III, 5 III 2004
70. posiedzenie: 10 III, 11 III, 12 III 2004
71. posiedzenie: 17 III, 18 III, 19 III 2004
72. posiedzenie: 30 III, 31 III, 1 IV, 2 IV 2004
73. posiedzenie: 14 IV, 15 IV, 16 IV, 19 IV, 20 IV 2004
74. posiedzenie: 28 IV, 29 IV, 30 IV 2004
75. posiedzenie: 11 V, 12 V, 13 V, 14 V 2004
76. posiedzenie: 25 V, 26 V, 27 V, 28 V 2004
77. posiedzenie: 15 VI, 16 VI, 17 VI, 18 VI, 24 VI 2004
78. posiedzenie: 30 VI, 1 VII, 2 VII 2004
79. posiedzenie: 14 VII, 15 VII, 16 VII 2004
80. posiedzenie: 20 VII, 21 VII, 22 VII, 23 VII 2004
81. posiedzenie: 28 VII, 29 VII, 30 VII 2004
82. posiedzenie: 24 VIII, 25 VIII, 26 VIII, 27 VIII 2004
83. posiedzenie: 8 IX, 9 IX, 10 IX 2004
84. posiedzenie: 22 IX, 23 IX, 24 IX 2004
85. posiedzenie: 6 X, 7 X, 8 X 2004
86. posiedzenie: 13 X, 14 X, 15 X 2004
87. posiedzenie: 19 X, 20 X, 21 X, 22 X 2004
88. posiedzenie: 3 XI, 4 XI, 5 XI 2004
89. posiedzenie: 17 XI, 18 XI, 19 XI 2004
90. posiedzenie: 23 XI, 24 XI, 25 XI 2004
91. posiedzenie: 26 XI 2004
92. posiedzenie: 1 XII, 2 XII, 3 XII 2004
93. posiedzenie: 14 XII, 15 XII, 16 XII, 17 XII 2004
94. posiedzenie: 22 XII 2004
95. posiedzenie: 5 I, 6 I, 7 I 2005
96. posiedzenie: 19 I, 20 I, 21 I 2005
97. posiedzenie: 15 II, 16 II, 17 II, 18 II 2005
98. posiedzenie: 2 III, 3 III, 4 III 2005
99. posiedzenie: 9 III, 10 III, 11 III, 22 III 2005
100. posiedzenie: 12 IV, 13 IV, 14 IV, 15 IV 2005
101. posiedzenie: 19 IV, 20 IV, 21 IV i 22 IV 2005
102. posiedzenie: 4 V, 5 V, 6 V 2005
103. posiedzenie: 17 V, 18 V, 19 V, 20 V 2005
104. posiedzenie: 2 VI, 3 VI 2005
105. posiedzenie: 15 VI, 16 VI, 17 VI, 28 VI 2005
106. posiedzenie: 28 VI, 29 VI, 30 VI, 1 VII 2005
107. posiedzenie: 5 VII, 6 VII, 7 VII, 8 VII 2005
108. posiedzenie: 26 VII, 27 VII, 28 VI, 29 VI 2005
109. posiedzenie: 29 VIII 2005

## Marszałek Sejmu IV kadencji
- 19 października 2001 na urząd marszałka wybrano posła SLD Marka Borowskiego, który w związku z odejściem z partii rządzącej złożył dymisję 20 kwietnia 2004
- 21 kwietnia 2004 sejm wybrał na stanowisko marszałka posła SLD Józefa Oleksego, który złożył rezygnację 5 stycznia 2005
- 5 stycznia 2005 marszałkiem został poseł SLD Włodzimierz Cimoszewicz

## Wicemarszałkowie Sejmu
- Andrzej Lepper (Samoobrona RP) od 19 października 2001 do 29 listopada 2001
- Tomasz Nałęcz (UP, SdPL), od 19 października 2001 do 18 października 2005
- Donald Tusk (PO), od 19 października 2001 do 18 października 2005
- Kazimierz Michał Ujazdowski (PiS), od 2 lipca 2004 do 18 października 2005
- Janusz Wojciechowski (PSL), od 19 października 2001 do 16 czerwca 2004
- Józef Zych (PSL), od 2 lipca 2004 do 18 października 2005

## Przewodniczący Klubów Parlamentarnych
- Sojusz Lewicy Demokratycznej – Jerzy Jaskiernia, od 2004 Krzysztof Janik
- Platforma Obywatelska – Maciej Płażyński, od 2003 Jan Rokita
- Samoobrona Rzeczpospolitej Polskiej – Andrzej Lepper
- Prawo i Sprawiedliwość – Jarosław Kaczyński, od 2004 Ludwik Dorn
- Polskie Stronnictwo Ludowe – Marek Sawicki, od 2003 do 2004 Jarosław Kalinowski, od 2004 Waldemar Pawlak
- Liga Polskich Rodzin – Marek Kotlinowski

## Prace Sejmu
- 10 I 2003 – powołanie komisji śledczej do zbadania tzw. afery Rywina

## Sejmowe komisje śledcze
1. Komisja śledcza w sprawie afery Rywina
2. Komisja śledcza ds. prywatyzacji PZU
3. Komisja śledcza w sprawie PKN Orlen
4. Komisja śledcza ds. banków i nadzoru bankowego